# 模幂
模幂（英語：modular exponentiation）是一种对模进行的冪运算，在计算机科学，尤其是公开密钥加密方面有一定用途。
模幂运算是指求整数{\displaystyle b}的{\displaystyle e}次方{\displaystyle b^{e}}被正整数{\displaystyle m}所除得到的余数{\displaystyle c}的过程，可用数学符号表示为{\displaystyle c=b^{e}{\bmod {m}}}。由{\displaystyle c}的定义可得{\displaystyle 0\leq c<m}。
例如，给定{\displaystyle b=5}，{\displaystyle e=3}和{\displaystyle m=13}，{\displaystyle 5^{3}=125}被13除得的余数{\displaystyle c=8}。
指数{\displaystyle e}为负数时可使用扩展欧几里得算法找到{\displaystyle b}模除{\displaystyle m}的模逆元{\displaystyle d}来执行模幂运算，即：
{\displaystyle c=b^{e}{\bmod {m}}=d^{-e}{\bmod {m}}}，其中 {\displaystyle e<0}且{\displaystyle b\cdot d\equiv 1{\pmod {m}}}。
即使在整数很大的情况下，上述模幂运算其实也是易于执行的。然而，计算模的离散对数（即在已知{\displaystyle b}，{\displaystyle c}和{\displaystyle m}时求出指数{\displaystyle e}）则较为困难。这种类似單向函數的表现使模幂运算可用于加密算法。

## 直接算法
计算模幂的最直接方法是直接算出{\displaystyle b^{e}}，再把结果模除{\displaystyle m}。假设已知{\displaystyle b=4}，{\displaystyle e=13}，以及{\displaystyle m=497}，要求{\displaystyle c}：
{\displaystyle c\equiv 4^{13}{\pmod {497}}}
可用计算器算得413结果为67,108,864，模除497，可得c等于445。
注意到{\displaystyle b}只有一位，{\displaystyle e}也只有两位，但{\displaystyle b^{e}}的值却有8位。
强加密时{\displaystyle b}通常至少有1024位。考虑{\displaystyle b=5\times 10^{76}}和{\displaystyle e=17}的情况，{\displaystyle b}的长度为77位，{\displaystyle e}的长度为2位，但是{\displaystyle b^{e}}的值以十进制表示却已经有1304位。现代计算机虽然可以进行这种计算，但计算速度却大大降低。
用这种算法求模幂所需的时间取决于操作环境和处理器，时间复杂度为{\displaystyle \mathrm {O} (e)}。

## 空間优化
这种方法比第一种所需要的步骤更多，但所需内存空間和时间均大为减少，其原理为：
给定两个整数{\displaystyle a}和{\displaystyle b}，以下两个等式是等价的：
{\displaystyle c{\bmod {m}}=(a\cdot b){\bmod {m}}}
{\displaystyle c{\bmod {m}}=[(a{\bmod {m}})\cdot (b{\bmod {m}})]{\bmod {m}}}
算法如下：
1. 令{\displaystyle c=1}，{\displaystyle e'=0}。
2. {\displaystyle e'}自增1。
3. 令{\displaystyle c=(b\cdot c){\bmod {m}}}.
4. 若{\displaystyle e'<e}，则返回第二步；否则，{\displaystyle c}即为{\displaystyle c\equiv b^{e}{\pmod {m}}}。

再以{\displaystyle b=4}，{\displaystyle e=13}，{\displaystyle m=497}为例说明，算法第三步需要执行13次：
- {\displaystyle e'=1\cdot c=(1\cdot 4){\bmod {4}}97=4{\bmod {4}}97=4}
- {\displaystyle e'=2\cdot c=(4\cdot 4){\bmod {4}}97=16{\bmod {4}}97=16}
- {\displaystyle e'=3\cdot c=(16\cdot 4){\bmod {4}}97=64{\bmod {4}}97=64}
- {\displaystyle e'=4\cdot c=(64\cdot 4){\bmod {4}}97=256{\bmod {4}}97=256}
- {\displaystyle e'=5\cdot c=(256\cdot 4){\bmod {4}}97=1024{\bmod {4}}97=30}
- {\displaystyle e'=6\cdot c=(30\cdot 4){\bmod {4}}97=120{\bmod {4}}97=120}
- {\displaystyle e'=7\cdot c=(120\cdot 4){\bmod {4}}97=480{\bmod {4}}97=480}
- {\displaystyle e'=8\cdot c=(480\cdot 4){\bmod {4}}97=1920{\bmod {4}}97=429}
- {\displaystyle e'=9\cdot c=(429\cdot 4){\bmod {4}}97=1716{\bmod {4}}97=225}
- {\displaystyle e'=10\cdot c=(225\cdot 4){\bmod {4}}97=900{\bmod {4}}97=403}
- {\displaystyle e'=11\cdot c=(403\cdot 4){\bmod {4}}97=1612{\bmod {4}}97=121}
- {\displaystyle e'=12\cdot c=(121\cdot 4){\bmod {4}}97=484{\bmod {4}}97=484}
- {\displaystyle e'=13\cdot c=(484\cdot 4){\bmod {4}}97=1936{\bmod {4}}97=445}

因此最终结果{\displaystyle c}为445，与第一种方法所求结果相等。
与第一种方法相同，这种算法需要{\displaystyle \mathrm {O} (e)}的时间才能完成。但是，由于在计算过程中处理的数字比第一种算法小得多，因此计算时间至少减少了{\displaystyle \mathrm {O} (e)}倍。
算法伪代码如下：
```
function
 modular_pow(b, e, m)
    
if
 m = 1
        
then
 
return
 0
    c := 1
    
for
 e' = 0 
to
 e-1
        c := (c * b) 
mod
 m
    
return
 c
```

## 从右到左二位算法
第三种方法结合了第二种算法和平方求幂原理，使所需步骤大大减少，同时也与第二种方法一样减少了内存占用量。
首先把{\displaystyle e}表示成二进制，即：
{\displaystyle e=\sum _{i=0}^{n-1}a_{i}2^{i}}
此时{\displaystyle e}的长度为{\displaystyle n}位。对任意{\displaystyle i}（{\displaystyle 0\leq i<n}），{\displaystyle a_{i}}可取0或1任一值。由定义有{\displaystyle a_{n-1}=1}。
{\displaystyle b^{e}}的值可写作：
{\displaystyle b^{e}=b^{\left(\sum _{i=0}^{n-1}a_{i}2^{i}\right)}=\prod _{i=0}^{n-1}\left(b^{2^{i}}\right)^{a_{i}}}
因此答案{\displaystyle c}即为：
{\displaystyle c\equiv \prod _{i=0}^{n-1}\left(b^{2^{i}}\right)^{a_{i}}\ ({\mbox{mod}}\ m)}

### 伪代码
下述伪代码基于布魯斯·施奈爾所著《应用密码学》。其中base，exponent和modulus分别对应上式中的{\displaystyle b}，{\displaystyle e}和{\displaystyle m}。
```
function
 modular_pow(base, exponent, modulus)
    
if
 modulus = 1 
then
 
return
 0
    
Assert
 :: (modulus - 1) * (modulus - 1) does not overflow base
    result := 1
    base := base 
mod
 modulus
    
while
 exponent > 0
        
if
 (exponent 
mod
 2 == 1):
           result := (result * base) 
mod
 modulus
        exponent := exponent >> 1
        base := (base * base) 
mod
 modulus
    
return
 result
```

注意到在首次进入循环时，变量base等于{\displaystyle b}。在第三行代码中重复执行平方运算，会确保在每次循环结束时，变量base等于{\displaystyle b^{2^{i}}{\bmod {m}}}，其中{\displaystyle i}是循环执行次数。
本例中，底数{\displaystyle b}的指数为{\displaystyle e=13}。
指数用二进制表示为1101，有4位，故循环执行4次。
4位数字从右到左依次为1，0，1，1。
首先，初始化结果{\displaystyle R}为1，并将b的值保存在变量{\displaystyle x}中：
{\displaystyle R\leftarrow 1\,(=b^{0}){\text{且 }}x\leftarrow b}.
第1步  第1位为1，故令{\displaystyle R\leftarrow R\cdot x{\text{ }}(=b^{1})}；
令{\displaystyle x\leftarrow x^{2}{\text{ }}(=b^{2})}。
第2步  第2位为0，故不给R赋值；
令{\displaystyle x\leftarrow x^{2}{\text{ }}(=b^{4})}。
第3步  第3位为1，故令{\displaystyle R\leftarrow R\cdot x{\text{ }}(=b^{5})}；
令{\displaystyle x\leftarrow x^{2}{\text{ }}(=b^{8})}。
第4步  第4位为1，故令{\displaystyle R\leftarrow R\cdot x{\text{ }}(=b^{13})}；
这是最后一步，所以不需要对x求平方。
综上，{\displaystyle R}为{\displaystyle b^{13}}。
以下计算{\displaystyle b=4}的{\displaystyle e=13}次方对497求模的结果。
初始化：
{\displaystyle R\leftarrow 1\,(=b^{0})}且{\displaystyle x\leftarrow b=4}。
第1步  第1位为1，故令{\displaystyle R\leftarrow R\cdot 4{\pmod {497}}\equiv 4{\pmod {497}}}；
令{\displaystyle x\leftarrow x^{2}{\text{ }}(=b^{2})\equiv 4^{2}\equiv 16{\pmod {497}}}。
第2步  第2位为0，故不给R赋值；
令{\displaystyle x\leftarrow x^{2}{\text{ }}(=b^{4})\equiv 16^{2}{\pmod {497}}\equiv 256{\pmod {497}}}。
第3步  第3位为1，故令{\displaystyle R\leftarrow R\cdot x{\text{ }}(=b^{5})\equiv 4\cdot 256{\pmod {497}}\equiv 30{\pmod {497}}}；
令{\displaystyle x\leftarrow x^{2}{\text{ }}(=b^{8})\equiv 256^{2}{\pmod {497}}\equiv 429{\pmod {497}}}。
第4步  第4位为1，故令{\displaystyle R\leftarrow R\cdot x{\text{ }}(=b^{13})\equiv 30\cdot 429{\pmod {497}}\equiv 445{\pmod {497}}}；
综上，{\displaystyle R}为{\displaystyle 4^{13}{\pmod {497}}\equiv 445{\pmod {497}}}，与先前算法中所得结果相同。
该算法时间复杂度为O(log exponent)。指数exponent值较大时，这种算法与前两种O(exponent)算法相比具有明显的速度优势。例如，如果指数为220 = 1048576，此算法只需执行20步，而非1,048,576步。

### Lua实现
```
function
 modPow(b,e,m)
        
if
 m == 1 
then

                
return
 0
        
else

                
local
 r = 1
                b = b % m
                
while
 e > 0 
do

                        
if
 e % 2 == 1 
then

                                r = (r*b) % m
                        
end

                        e = e >> 1     --Lua 5.2或更早版本使用e = math.floor(e / 2)
                        b = (b^2) % m
                
end

                
return
 r
        
end

end
```

## 软件实现
鉴于模幂运算是计算机科学中的重要操作，并且已有高效算法，所以许多编程语言和高精度整数库都有执行模幂运算的函数：
- Python内置的pow()（求幂）函数 （页面存档备份，存于）
- .NET框架的BigInteger类的ModPow()方法
- Java的java.math.BigInteger类的modPow()方法
- Perl的Math::BigInt模块的bmodpow()方法 （页面存档备份，存于）
- Raku内置的expmod例程
- Go的big.Int类的Exp()（求幂）方法 （页面存档备份，存于）
- PHP的BC Math库的bcpowmod()函数 （页面存档备份，存于）
- GNU多重精度运算库（GMP）的mpz_powm()函数 （页面存档备份，存于）
- FileMaker Pro的@PowerMod()函数（以1024位RSA加密为例）
- Ruby的openssl包的OpenSSL::BN#mod_exp方法 （页面存档备份，存于）
- HP Prime计算器的CAS.powmod()函数[]